# Paul Auguste Danguy
Paul Auguste Danguy, né le 7 août 1862 à Gagny, et mort le 5 février 1942, est un botaniste français.
Collaborateur au muséum national d'histoire naturelle, il a notamment travaillé sur la flore de l'Indo-Chine.